# NOW 14
Now (That's What I Call Music 14) er et dansk opsamlingsalbum udgivet 11. november 2005 i kompilation-serien NOW Music.

## Spor
1. Robbie Williams: "Tripping"
2. Gwen Stefani: "Cool"
3. The Black Eyed Peas: "Don't Lie"
4. Gavin DeGraw: "Chariot"
5. Shakira feat. Alejandro Sanz: "La Tortura"
6. Pussycat Dolls feat. Busta Rhymes: "Don't Cha"
7. Brian McFadden: "Irish Son"
8. Kelly Clarkson: "Behind These Hazel Eyes"
9. Backstreet Boys: "Just Want You To Know"
10. L.O.C.: "Frk. Escobar"
11. Rihanna: "Pon De Replay"
12. Gorillaz: "Dare"
13. The Rasmus: "No Fear"
14. Tue West: "Tankespind"
15. Jokeren: "Rastløs"
16. Franz Ferdinand: "Do You Want To"
17. Junior Senior: "Take My Time"
18. Mew: "The Zookeepers Boy"
19. Depeche Mode: "Precious"
20. Coldplay: "Fix You"